# Жоель Корменбеф
Жоель Корменбеф (фр. Joël Corminbœuf, нар. 16 березня 1964, Фрібур) — швейцарський футболіст, що грав на позиції воротаря, зокрема, за «Ксамакс», а також національну збірну Швейцарії.
Дворазовий чемпіон Швейцарії.

## Клубна кар'єра
У дорослому футболі дебютував 1985 року виступами за команду клубу «Ксамакс», в якій провів шість сезонів, взявши участь у 85 матчах чемпіонату. У 1987 і 1988 роках допомагав команді вигравати чемпіонат Швейцарії. Після нетривалого перебування у «Цюриху» 1991 року ще на два сезони повернувся до «Ксамакса».
1993 року став гравцем французького «Страсбура». Після сезону у Франції знову повернувся до «Ксамакса», за який відіграв ще п'ять сезонів. Завершив професійну кар'єру футболіста виступами за команду «Ксамакс» у 1999 році.

## Виступи за збірну
1988 року дебютував в офіційних матчах у складі національної збірної Швейцарії, провівши того року шість матчів.
Згодом довгий час до лав збірної не залучався, однак був включений до її заявки на чемпіонат Європи 1996 року в Англії, де, утім був лише одним з дублерів Марко Пасколо.
1998 року провів ще дві гри за збірну. Загалом протягом кар'єри провів у формі національну команду 8 матчів, пропустивши 9 голів.
| Дата       | Місто          | Господарі         | Результат | Гості     | Турнір            | Голи | Примітки |
| ---------- | -------------- | ----------------- | --------- | --------- | ----------------- | ---- | -------- |
| 27-4-1988  | Кайзерслаутерн | ФРН               | 1 – 0     | Швейцарія | товариський матч  | -1   |          |
| 28-5-1988  | Лозанна        | Швейцарія         | 0 – 1     | Англія    | товариський матч  | -1   |          |
| 5-6-1988   | Базель         | Швейцарія         | 1 – 1     | Іспанія   | товариський матч  | -1   |          |
| 28-5-1988  | Лозанна        | Швейцарія         | 0 – 2     | Югославія | товариський матч  | -2   |          |
| 21-9-1988  | Люксембург     | Люксембург        | 1 – 4     | Швейцарія | Відбір до ЧС 1990 | -1   |          |
| 19-10-1988 | Брюссель       | Бельгія           | 1 – 0     | Швейцарія | Відбір до ЧС 1990 | -1   |          |
| 25-3-1998  | Лозанна        | Швейцарія         | 1 – 1     | Англія    | товариський матч  | -1   |          |
| 22-4-1998  | Белфаст        | Північна Ірландія | 1 – 0     | Швейцарія | товариський матч  | -1   | 46'      |
| Усього     |                | Матчів            | 8         |           | Голів             | -9   |          |

## Титули і досягнення
- Чемпіон Швейцарії (2):

«Ксамакс»: 1986-1987, 1987-1988
- Володар Суперкубка Швейцарії (2):

«Ксамакс»: 1987, 1988